# Front Galicyjsko-Wołyński
Front Galicyjsko-Wołyński – związek operacyjny Wojska Polskiego utworzony w trakcie wojny polsko-ukraińskiej dyrektywą Wodza Naczelnego gen. Józefa Piłsudskiego z 29 maja 1919, scalający Front Wołyński i Naczelne Dowództwo WP na Galicję Wschodnią (Grupa/Armia „Wschód”).
W związku z przygotowaniami do podjęcia ofensywy na Wołyniu, 23 lipca 1919  Front Galicyjsko-Wołyński został podzielony na dwa samodzielne fronty: Galicyjski gen. Wacława Iwaszkiewicza i Wołyński gen. Antoniego Listowskiego.

## Historia
2 czerwca 1919,  na mocy rozkazu Naczelnego Dowództwa Wojska Polskiego z 29 maja 1919 utworzone zostało dowództwo Frontu Galicyjsko-Wołyńskiego z gen. Wacławem Iwaszkiewiczem na czele. W ramach tego frontu połączone zostały jednostki prowadzące działania w Galicji Wschodniej oraz wojska Frontu Wołyńskiego. 
Po zwycięskiej ofensywie majowej Naczelne Dowództwo WP postanowiło rozkazem nr 408/III zespolić działające tam wyższe związki operacyjne (NDWP na Galicję Wschodnią i Front Wołyński) w jedno zgrupowanie nazwane Frontem Galicyjsko-Wołyńskim. Stało się to, ponieważ dowództwo uznało wojnę polsko-ukraińską za de facto wygraną (wojska ukraińskie kontrolowały tylko strefę nad Zbruczem), więc zredukowano siły i scentralizowano dowodzenie w tamtym rejonie.
Reorganizacja przebiegała w momencie ofensywy polskiej, w czasie której zdobyto: 27 maja Brody i Radziwiłłów, 28 maja Złoczów, 30 maja Brzeżany i 2 czerwca Tarnopol, gdzie znajdowały się liczne zapasy ukraińskie. Po tych wydarzeniach nastąpiło wstrzymanie działań wojennych ze strony Polski.
W tym samym czasie nowym dowódcą UHA został gen. Ołeksandr Hrekow. Zaplanował on tzw. ofensywę czortkowską, która ruszyła 7/8 czerwca, a brały w niej udział resztki wojsk zachodnioukraińskich, czyli ok. 25 000 żołnierzy skupionych w 3 korpusach. Jako pierwszy na Czortków, gdzie stacjonowały oddziały dywizji Sikorskiego, ruszył I Korpus Galicyjski Mykytki, pobił je i odbił Kopyczyńce. W tym samym momencie III Korpus z Czotkowa uderzył na Jazłowiec. Wspomagał je w tym II Korpus. W ciągu 3 tygodni ofensywy WP utraciło przeszło 2121 rannych, zaginionych oraz zabitych i musiało wycofać się na linię Dniestr – Gniła Lipa – Przemyślany – Podkamień. Była to jedna z większych porażek wojsk polskich w latach 1918-1921.
W wyniku tego NDWP postanowiło wzmocnić front 6 Dywizją Strzelców z armii Hallera, transportowaną z Odessy 4 Dywizją Strzelców oraz kilkoma batalionami. Kierownictwo na kontrofensywą objął sam gen. Józef Piłsudski. Rozpoczęła się 28 czerwca o godz. 4.00, a uderzenia poszczególnych dywizji wyglądały następująco:
- 3 DPLeg. i bataliony wielkopolskie Konarzewskiego przez Dobryniów na Brzeżany i Dryszczów
- 4 DP przez Bukaczowce na Szumlany
- 5 DP przez Poczapy na Jasionowce
- 4 DSP przez Halicz na Mariampol
- KDP przez Łysą Górę na Złoczów
- grupa Bug przez Biały Kamień na Sassów

Doszło wówczas do przełamania frontu pod Jazłowcem i zmuszenia wszystkich sił wroga do odwrotu. Natarcie zastopowano 5 lipca na Strypie w celu uzupełnienia zapasów. 14 lipca nastąpiło ostatnie uderzenie wojsk polskich, zakończone 16 lipca wyparciem resztek sił ukraińskich za Zbrucz i tym samym zakończenie trwającej od 1 listopada 1918 roku wojny polsko-ukraińskiej. 
Wtedy jeden duży Front przestał być przydatny i podzielono go na dwa związki operacyjne: Front Wołyński (23 lipca), kontynuujący walkę, tym razem z wojskami bolszewickimi, oraz Front Galicyjski, przemianowany na Front Podolski (27 lipca), mający za zadanie obserwacji wojska URL za Zbruczem.

## Dowództwo i skład
- dowódca: gen. por. Wacław Iwaszkiewicz-Rudoszański
- szef sztabu: płk Edmund Kessler
- zastępca szefa sztabu: kpt. SG Jan Władysław Rozwadowski
- inspektor artylerii: płk Ignacy Kazimierz Ledóchowski
- szef sanitarny grup bojowych: mjr dr Bolesław Korolewicz
- adiutanci: por. Sylwester Strzelczyk Wysocki, por. Andrzej Stanisław Imiela
- szef oddziału I: kpt. Gwido Kawiński, kpt. Eugeniusz Kordzik
- szef oddziału II: mjr Julian Stasiniewicz
- szef sekcji III2: kpt. Cyryl Strzelczyk
- szef intendentrury: kpt. Tadeusz Stefan Dębski
- szef służby łączności: por. Juliusz Ornatowski
- oficer sztabu do zleceń: por. Aleksander Pragłowski
- referent sprawiedliwości: mjr dr Zygmunt Hołobut
- dowódca sekcji kurierów: ppor. Józef Klink

(na podstawie materiału źródłowego)
- OdeB:
  - 3 Dywizja Piechoty Legionów
  - 4 Dywizja Piechoty
  - 5 Dywizja Piechoty
  - 4 Dywizja Strzelców Polskich
  - 6 Dywizja Strzelców Polskich
  - Kombinowana Dywizja Piechoty Sikorskiego
  - I Brygada Strzelców Polskich
  - III Grupa Lotnicza
  - grupa „Bug”

Łącznie 38 613 piechurów i 2144 kawalerzystów.